# Chikly
Chikly (detta anche Chikli o Chekly; in arabo: شكلي) è un isolotto situato nella parte settentrionale del Lago di Tunisi, noto per ospitare un forte romano e poi spagnolo. È collegata al cordone litorale da una strada rialzata di 8,5 km che parte dallo stramazzo del lago, tra Le Kram e La Goletta, ed è orientata da est a ovest.

## Storia del forte
Il Forte Santiago di Chikly è un'antica cittadella romana ricostruita dal governatore spagnolo de La Goletta, Luys Perès de Varga, tra il 1546 e il 1550 , su fondamenta preesistenti.
Altri lavori furono eseguiti nel 1574 sotto la direzione di Don Juan Zamoguerra ma la costruzione fu distrutta lo stesso anno durante la battaglia di Tunisi combattuta contro gli ottomani.
Il forte fu restaurato nel 1660 dal dey di Tunisi Hadj Mustapha Laz (1653-1665) poi trasformato in un lazzaretto sotto il regno di Hammouda Pasha (1782-1814), per mettere in quarantena i viaggiatori di ritorno dal pellegrinaggio. Nel 1830 fu completamente abbandonato e quindi si deteriorò drasticamente.
All'inizio del XX secolo, il regista tunisino Albert Samama-Chikli organizzò i festival di una confraternita chiamata « Les Pompiers de l'île de Chikly », che sarebbe l'origine del soprannome legato al cognome di questo regista.

## Restauro del forte

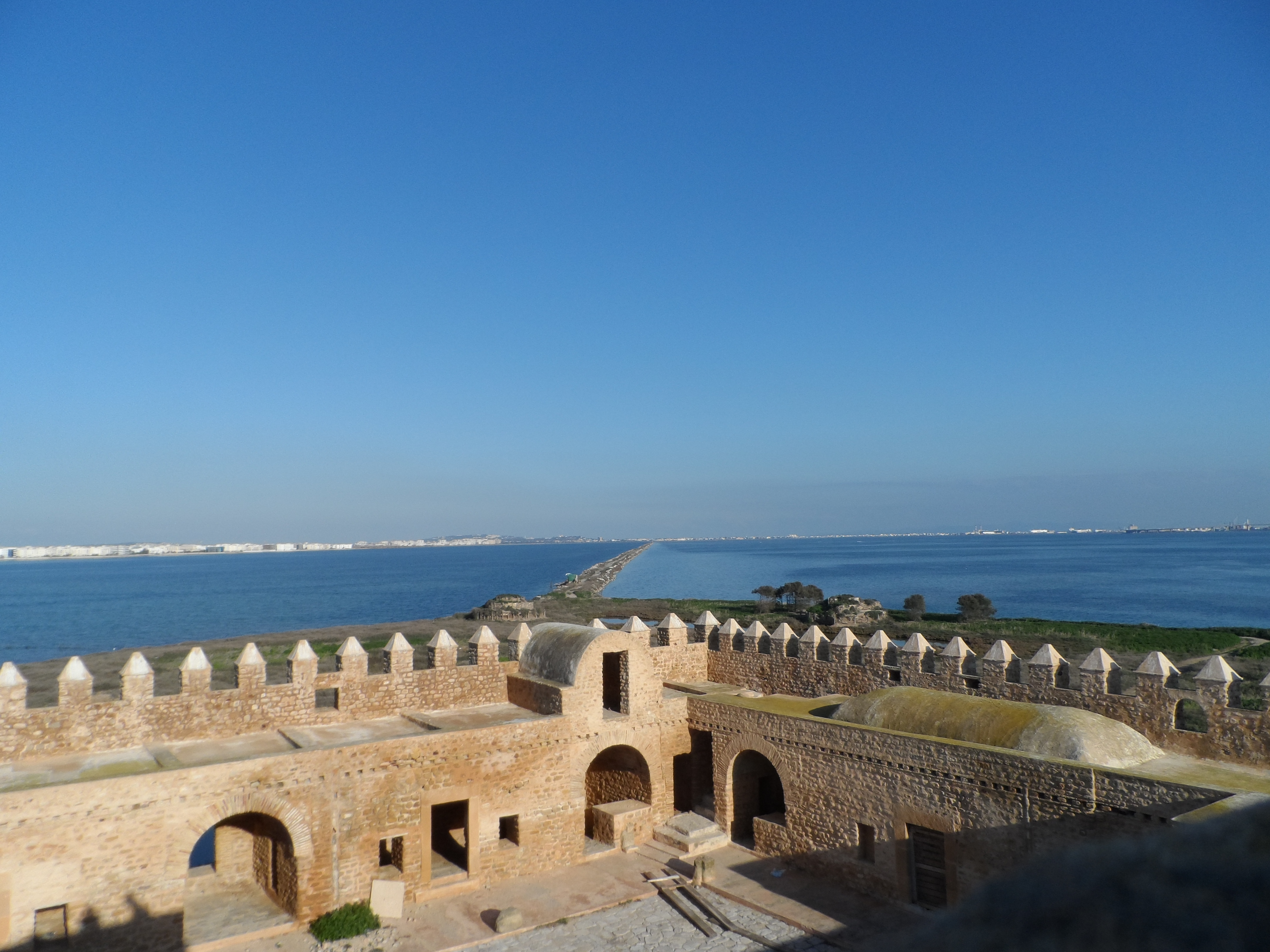
Vista del cortile del Forte Santiago, 2013

Dichiarato patrimonio culturale nazionale nel dicembre 1993, l'isolotto è di proprietà del Ministero della Cultura tunisino.
Il forte è stato restaurato nell'ambito della cooperazione tunisina-spagnola dalle équipe dell'Istituto del patrimonio nazionale e dell'Università di Madrid. I lavori di bonifica e pulizia sono avvenuti nel 1994, seguiti dagli scavi archeologici effettuati a partire dal 1995. Sono stati scoperti dei particolari tavoli di mosaici risalenti ai periodi bizantino e romano (IV secolo e V secolo).
L'apertura del forte è stata prevista nel 2014.

## Riserva naturale

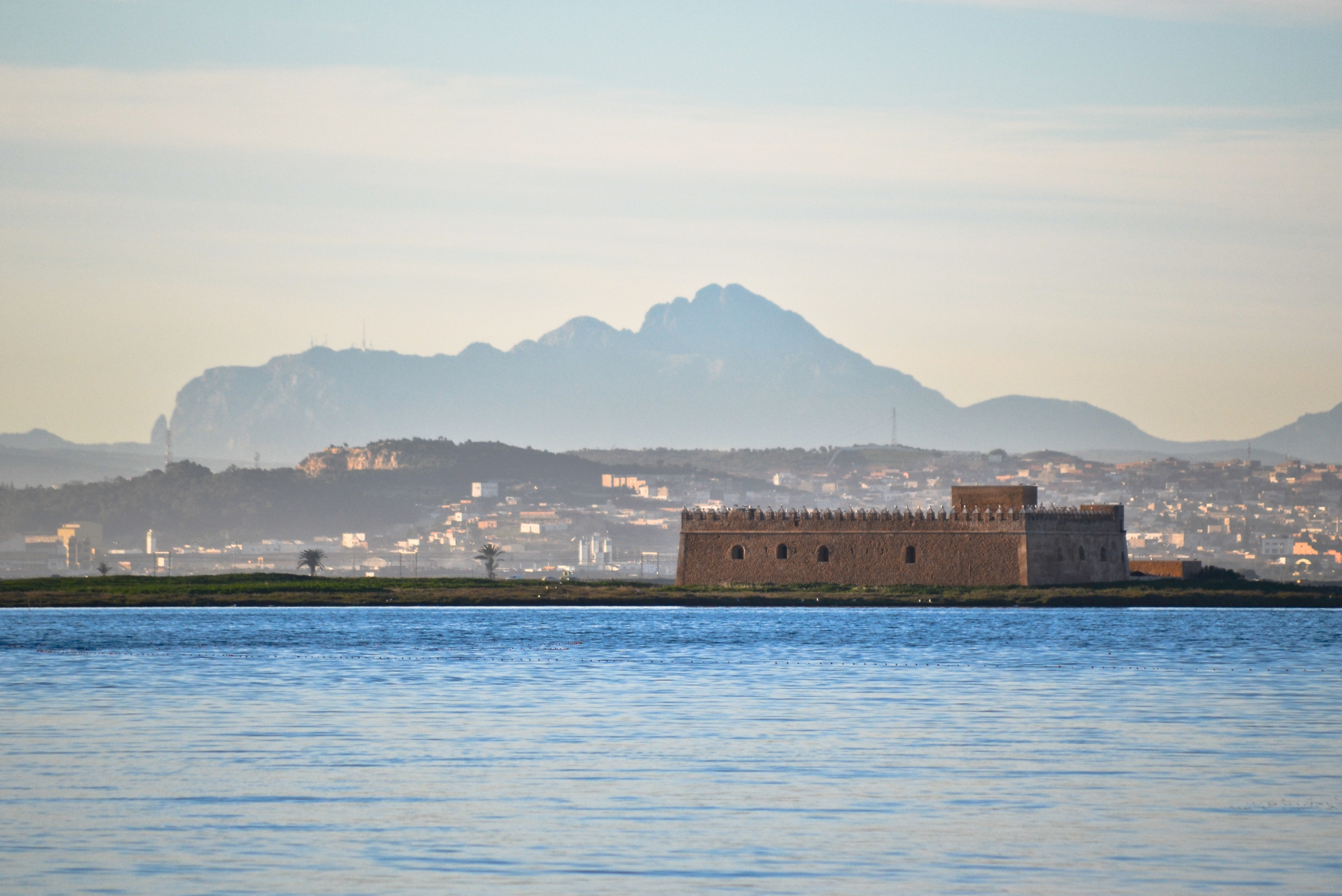
Vista del forte con il Jebel Zaghouan sullo sfondo, 2013

La riserva naturale dell'isola di Chikly è stata creata con l'ordinanza del Ministero dell'Agricoltura del 18 dicembre 1993.
Cinquantasette specie animali svernano sul lago, rifugiandosi principalmente nei pressi del forte. Le popolazioni più importanti sono quelle di fenicotteri e garzette, oltre a varie specie di gabbiani e falchi.
Da marzo a settembre l'isolotto è un santuario ornitologico, per la massiccia presenza di uccelli migratori.